# Budi Mulyo
Budi Mulyo is een bestuurslaag in het regentschap Banyuasin van de provincie Zuid-Sumatra, Indonesië. Budi Mulyo telt 772 inwoners (volkstelling 2010).